# The Millstone
The Millstone es una novela de Margaret Drabble, publicada por primera vez en 1965. Se trata de una joven académica soltera que queda embarazada después de una aventura de una noche y, contra todo pronóstico, decide dar a luz a su hijo y criarlo ella misma.

## Título
Drabble ha reconocido que la fuente del título está en las palabras de Cristo: «Pero el que ofende a uno de estos pequeños que creen en mí, mejor sería que le colgaran una piedra de molino alrededor del cuello y que se ahogara en la profundidad del mar» (Mateo 18:6). El paralelismo entre las palabras de Cristo y la trama de la novela se establece a través de la inocente aunque ilegítima bebé, Octavia, la «pequeña», que está sujeta  a daños, su defecto cardíaco congénito la hace extremadamente vulnerable. La advertencia de Cristo de castigo a los posibles agentes de daño se refleja en la protección feroz y amorosa de Rosamund, la madre de la niña. La piedra del molino, dijo Drabble en 2011, trata sobre cómo la maternidad «te transforma en algo más feroz que antes».
Tres de las primeras seis novelas de Drabble tienen títulos bíblicos, un remanente quizás de su educación cuáquera. La Piedra del Molino fue el primero, los otros dos fueron Jerusalén el Dorado (1967) y El ojo de la aguja (1972).

## Resumen de la trama
Ambientada en el todavía poco animado Londres, The Millstone se centra en la vida de Rosamund Stacey, una atractiva graduada de Cambridge que está escribiendo su tesis sobre poesía inglesa temprana mientras vive sola en el espacioso piso de sus padres, que se han ido a África durante un año en una misión filantrópica. Aunque Rosamund está convencida de sus cualidades como historiadora de la literatura y de sus ideales socialistas, y en particular de los ideales fabianos, se muestra bastante reacia en lo que respecta al sexo. Para evitar que se la considere anticuada o mojigata, ha logrado hacer creer a su pequeño pero íntimo círculo de amigos que se relaciona con dos hombres al mismo tiempo, cuando en realidad sigue siendo virgen y solo disfruta de la compañía de sus dos amigos varones. Cada uno de los hombres también piensa que se acuesta con el otro, así que ninguno de ellos la presiona para tener sexo con él. 
En un pub, Rosamund conoce a George Matthews, un locutor de noticias de BBC Radio, y enseguida se siente atraída por él, aunque está segura desde el principio de que es gay. Terminan en su piso y eventualmente tienen sexo. Como George también tiene la impresión de que tiene dos amantes, Rosamund no tiene necesidad de ocultar el hecho de que es su primera vez. Demasiado tímida para decirle que se ha enamorado de él, y ahora creyendo que es bisexual, deja que George desaparezca de su vida tan rápido como entró en ella, en los meses siguientes solo ocasionalmente escucha su voz en la radio. 
Cuando se entera de que está embarazada, se abre todo un mundo nuevo para ella. Aunque decide no decírselo a George o escribir a sus padres para no molestarlos innecesariamente, espera recibir apoyo moral de su hermana Beatrice y su marido, que también tienen tres hijos pequeños. Sin embargo, en una carta a su hermana Beatrice expresa su conmoción e incredulidad e insta a Rosamund a abortar o a dar a luz al bebé y darlo en adopción inmediatamente después, y luego continuar con su vida y su carrera académica como si nada hubiera pasado. Tras un intento poco entusiasta de inducir un aborto espontáneo, decide tener el bebé y ser una de las mujeres a las que Bernard Shaw se refiere como «mujeres que quieren hijos pero no marido». 
Sus amigos se toman bien la noticia y sin hacer demasiadas preguntas sobre la identidad del padre, que, suponen secretamente, debe ser uno de sus dos amantes. Rosamund, sin embargo, deja de ver a los dos hombres y se centra en su trabajo y su embarazo. Encuentra una verdadera amiga en Lydia Reynolds, una joven novelista que felizmente acepta su oferta de compartir su piso con ella a cambio del ocasional trabajo de canguro una vez que nazca su hijo. Por primera vez en su vida Rosamund tiene que lidiar con el Servicio Nacional de Salud y todas sus insuficiencias. Cuando nace su hija, decide llamarla Octavia por Octavia Hill. 
Cuando solo tiene unos pocos meses, se descubre que Octavia tiene una afección grave de la arteria pulmonar, y la cirugía es inevitable. Sin embargo, la operación resulta ser exitosa, y Rosamund puede llevar a su hija a casa después de semanas de ansiedad. Lydia, que ahora tiene una aventura con uno de los antiguos «amantes» de Rosamund, sigue viviendo con ella incluso después de que Octavia, solo por unos minutos, se haya arrastrado hasta la habitación de Lydia y, en parte, haya arrancado, en parte, masticado una parte importante del texto de su nueva novela. Los padres de Rosamund son informados de la existencia de su nieta a través de una carta del cirujano de Octavia, que resulta ser un viejo conocido suyo, pero deciden con tacto no perturbar la nueva vida de su hija y permanecer en el extranjero durante otro año en lugar de regresar para Navidad como estaba previsto. 
La escena final de la novela tiene lugar a altas horas de la noche en Nochebuena, cuando Rosamund tiene que ir a una farmacia nocturna  cerca de su departamento para obtener medicamentos para Octavia. Allí, ella tiene un encuentro casual con George, y nuevamente lo invita a su departamento. Rosamund miente sobre la edad de Octavia, para que George no sospeche que ella podría ser suya. A regañadientes, George es persuadido de echar un vistazo a la Octavia dormida, la declara un hermoso bebé, y se va de nuevo.

## Adaptación cinematográfica
Esta novela fue adaptada a la película Su vida íntima (título estadounidense: Thank You Very Much Much) en 1969.